# Jaraczewo (Jarocin)
Pour les articles homonymes, voir Jaraczewo.
Jaraczewo (prononciation : [jaraˈt͡ʂɛvɔ]) est une ville de Pologne, située dans la voïvodie de Grande-Pologne. Elle est le chef-lieu de la gmina de Jaraczewo, dans le powiat de Jarocin.
Il se situe à 14 kilomètres à l'ouest de Jarocin (siège du powiat) et à 55 kilomètres au sud-est de Poznań (capitale régionale).
La ville a obtenu ses droits de ville le 1er janvier 2016.

## Histoire
De 1818 à 1919, Jaratschewo fait partie de l'arrondissement de Pleschen (de) puis à partir de 1887, de l'arrondissement de Jarotschin dans le district de Posen au sein de la province de Posnanie.
De 1975 à 1998, Jaraczewo faisait partie du territoire de la voïvodie de Kalisz.

Depuis 1999, la ville fait partie du territoire de la voïvodie de Grande-Pologne.